# Cosmioconcha palmeri
Cosmioconcha palmeri is een slakkensoort uit de familie van de Columbellidae. De wetenschappelijke naam van de soort is voor het eerst geldig gepubliceerd in 1913 door Dall.